# Palais des Chirvanchahs
Le palais des Chirvanchahs (en azéri : Şirvanşahlar sarayı) est le palais des souverains de Chirvan, construit à Bakou au XVe siècle lors du règne de Khalil-Allah. La construction du palais était liée au transfert de la capitale de l’État des Chrvanchahs de Chémakha à Bakou. Le palais forme un ensemble, qui réunit divankhana, le sanctuaire des chirvanchahs, la mosquée du palais de 1441 avec minaret, les bains et le mausolée du scientifique de la cour Séyid Yahya Bakouvi. En 1964, l’ensemble du palais a été déclaré musée-réserve et a été mis sous la protection de l’état. 
L’ensemble architectural et culturel unique est inclus au Patrimoine mondial de l’UNESCO,.
Dans le passé, le palais était entouré d'un mur avec des tours et servait ainsi de forteresse intérieure à la forteresse de Bakou. Bien qu’à l’heure actuelle, il ne reste aucune trace de ce mur à la surface, dès les années 1920, les restes de l’apparente fondation de la tour et la partie du mur qui y est reliée peut être distinguée dans la partie nord-est du palais.
Il ne reste aucune inscription sur le palais lui-même. Par conséquent, le moment de sa construction est déterminé par les dates figurant sur les inscriptions sur les monuments architecturaux, qui font référence au complexe du palais. Ces deux inscriptions n'ont été entièrement conservées que sur la tombe et le minaret de la mosquée du Chah. Il existe un nom du souverain qui a ordonné d'établir ces bâtiments dans les deux inscriptions est le - Chirvan Khalil I (années de la règle 1417-1462). Au moment de la construction - 839 (1435/36) était marqué sur la tombe, 845 (1441/42) sur le minaret de la mosquée du Chah.
La chapelle funéraire, le palais et la mosquée sont construits du même matériau, la grille et la maçonnerie de la pierre sont les mêmes.
Le complexe occupait plus de place. Il y avait des chambres pour les fonctionnaires de la cour et les services.

Les bâtiments principaux de l'ensemble ont été construits à différentes époques. Malgré cela, ces bâtiments sont liés par une unité d’échelle, par le rythme et par la proportionnalité des formes architecturales de base - volumes cubiques de bâtiments, coupoles, portraits. Les constructeurs de l'ensemble se sont appuyés sur les traditions de l'école d'architecture Chirvan-Abcheron.

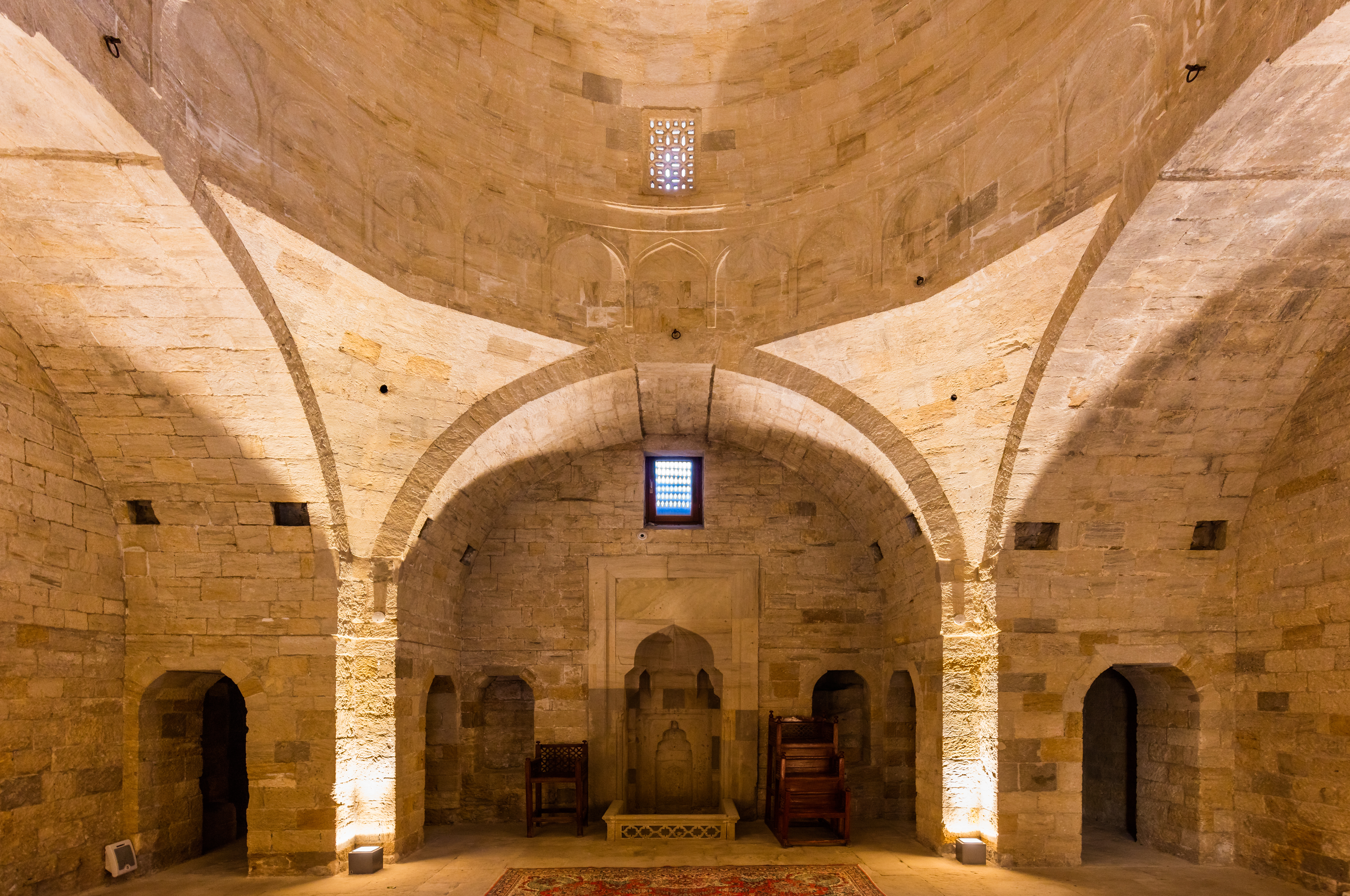
L'intérieur de la mosquée du palais
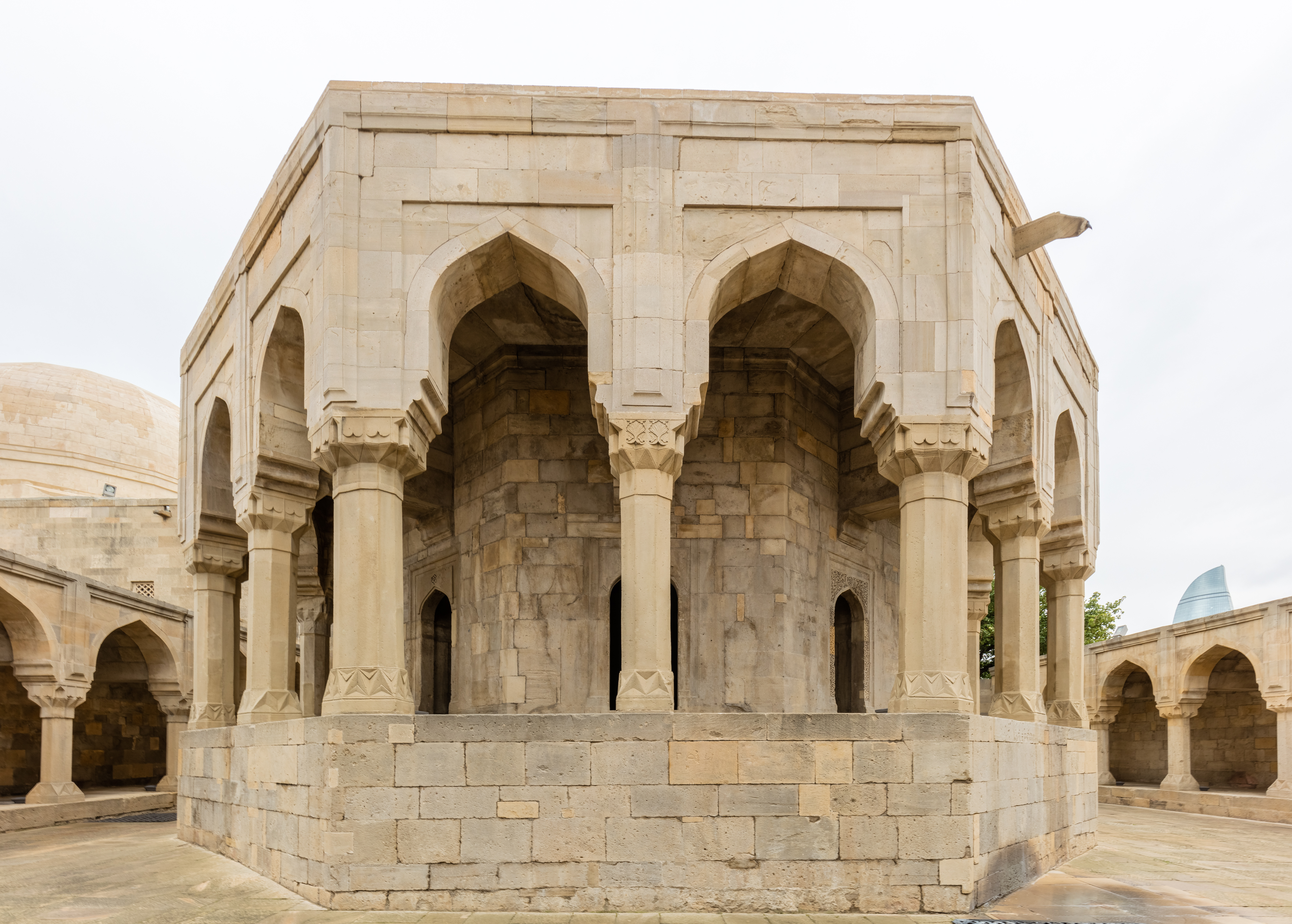
Divan Khane
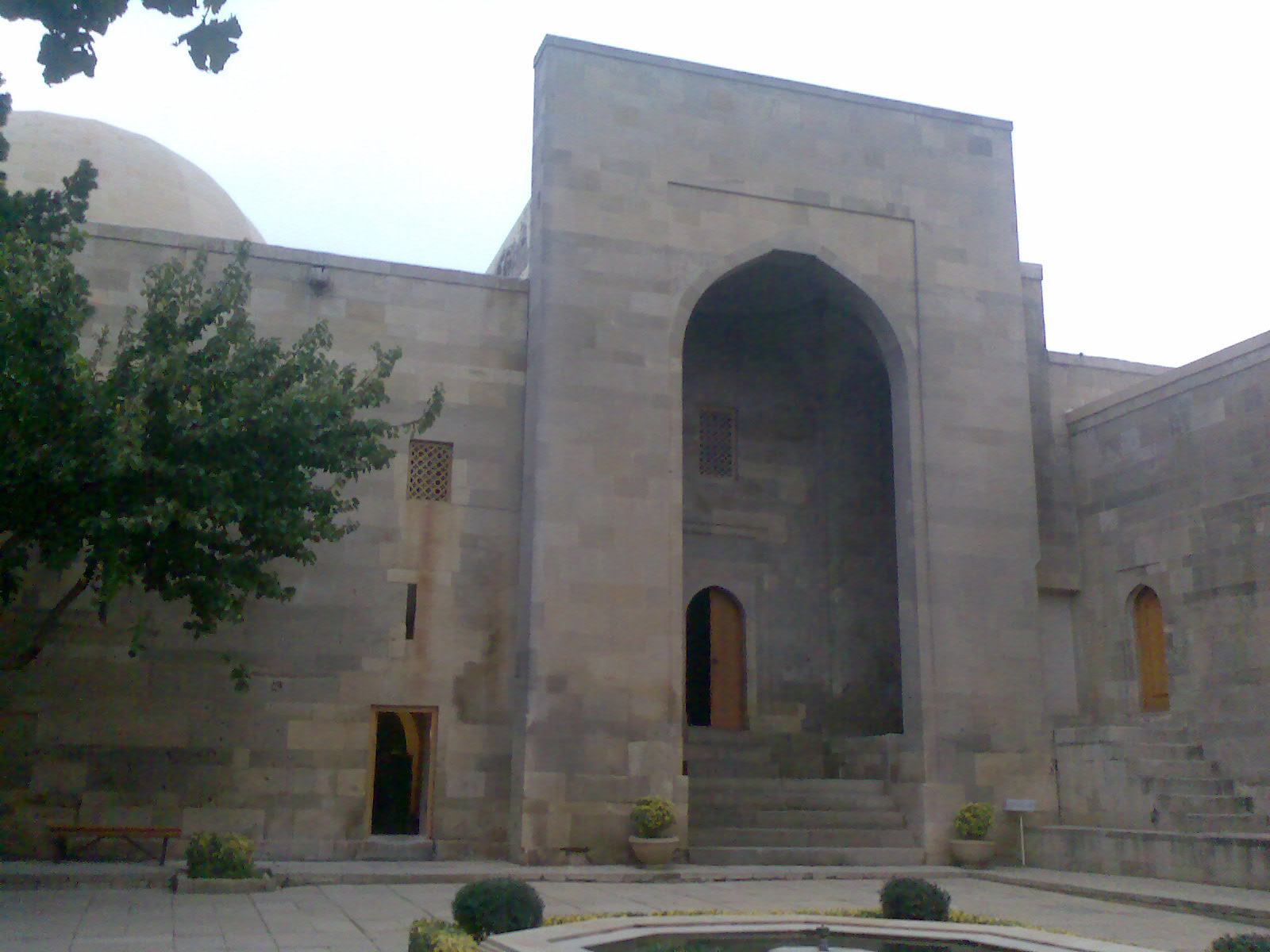
Le patio du palais

## Histoire
Au XVe siècle, la dynastie des Chirvanchah, sous Ibrahim Ier de Chirvan, transféra sa capitale de Chamakhi à Bakou à la suite d'un tremblement de terre dévastateur. L'édifice serait un complexe commémoratif construit autour du lieu de culte sacré (pir) et du tombeau de Seyyid Yakhya Bakouvi. 
Jusqu'en 1501, aucune information n'a été trouvée sur la construction du palais. Selon une des chroniques persanes, en 1501, les fils du chirvanchakh Farrukh-Yassar, le fils Khalilullah I, furent battus à Chamakhi par les troupes de Chah Ismaïl Ier de la dynastie des Séfévides. Farrukh-Yassar a été tué dans la bataille de Chirvanchah; les troupes d'Ismail Ier, après avoir vaincu près de Chamakhi, se rendirent à Bakou, l'assiégèrent et, après plusieurs assauts, s'emparèrent de la ville. Ensuite, un grand bâtiment de Chirvanchahs a été détruit en raison de l'ordre de Chah Ismaïl Ier. Après un certain temps, la ville de Bakou et tout son district, ainsi que Chirvan, ont été gouvernés par les gouverneurs placés par les Séfévides. Il n'y a aucune information détaillée sur les personnes qui vivaient dans le palais et dans quel état il était dans la première moitié du XVIe siècle.
Dans la seconde moitié du XVIe siècle, il y a eu une guerre entre les Séfévides et l'Empire Ottoman. En 1578, les Turcs ont conquis Bakou. Depuis l'époque du règne de l'empire ottoman dans la zone du palais, la porte située dans l'enceinte du palais entourant le palais de l'est a été conservée. De l'inscription figurant sur le portail de cette porte, il en résulte qu'ils ont été construits sous le règne du sultan turc Mourad III (1574-1595 ans de règne). 
En raison des œuvres littéraires, il y avait des pachas turcs dans le palais à cette époque. La Porte de l'Est est un témoin de cela.
Depuis le XVIIe siècle, le palais était vide et il n'y avait aucun responsable gouvernemental. L'abbé du monastère et représentant de la mission d'Ispahan, capucin Pater Raphaël du Mans, dans son essai de 1660, décrivit le palais de Chirvanchah dans la forteresse de Bakou et donnait des informations sur sa désolation et sa destruction. En 1723, Bakou est assiégée par les troupes de Pierre Ier et la ville est bombardée. À cet égard, les façades sud-est du palais ont beaucoup souffert. Le palais a été transféré au département militaire russe au milieu du XIXe siècle. 
Le département militaire russe a partiellement rénové le palais. Dans le même temps, une importante restructuration a été réalisée, qui a adapté les installations du palais aux entrepôts d’équipement militaire. Les réparations effectuées par le département militaire, ainsi que la restauration des parties détruites, ont conduit à la destruction d'un certain nombre de pièces nécessaires à la restauration du palais.  En adaptant le bâtiment du palais à l'entrepôt, le service militaire a démoli un certain nombre de murs séparant les pièces des deuxièmes et premier étages, et des arcs en plein cintre soutenant le toit au deuxième étage.
Les restes de dômes, de lancettes et de dalles croisées ont été détruits dans toutes les pièces du deuxième étage; ils ont été remplacés par des poutres plates. Et les ouvertures des fenêtres (fenêtres à double vitrage) du deuxième étage ont été aménagées de sorte qu'il ne reste que de petites fenêtres. De nouvelles portes larges ont été percées.
Pendant cette période, l’église orthodoxe de Bakou a demandé la démolition du palais afin de construire une cathédrale de Bakou à sa place. Cependant, les autorités tsaristes ont rejeté cette demande, car les locaux du palais étaient utilisés pour de grands entrepôts.
Il y avait une entrée faite au deuxième étage de la façade nord du palais et une énorme ouverture a été perforée dans le mur. Cela a été fait pour la charrette tirée par les chevaux de la rue entrerait au deuxième étage du palais. Après avoir procédé à la réorganisation susmentionnée, le département militaire a fixé une échelle à la façade est du palais et toute la cour sud (ou inférieure) était entourée d'un mur de pierre percé de meurtrières. Ce mur a été érigé à partir d'une fondation laissée par les vieux murs entourant le palais. L'ensemble du palais est maintenant protégé par des murs de forteresse érigés dans la première moitié du XIXe siècle.
Au cours de la République démocratique d'Azerbaïdjan (1918-1920), un certain nombre de mesures ont été prises pour étudier et réparer les monuments architecturaux. Ainsi, à la fin de 1918, les dessins dimensionnels du palais des Chirvanchahs ont été réalisés par Ismayil Bey Nabi oglou, ingénieur en architecture. Au début de 1920, plusieurs cycles de conférences sur le sort du palais ont été lus dans la "Société pour l'étude de l'Orient musulman" par Ismayil Bey Nabi oglou. La presse périodique a indiqué que le rapport était illustré de diverses photographies et dessins du palais. 
En 1920, le gouvernement de la RSS d'Azerbaïdjan a commencé à prendre des mesures pour protéger le monument. Depuis 1920, le nettoyage du palais des couches de déchets séculaires et des réparations partielles ont commencé, accompagnés par une reconnaissance archéologique. 
En 1937-1938 sous la direction de l'archéologue V.N. Leviatov, des fouilles archéologiques ont été effectuées dans le palais et de nombreux artefacts datant des XIIe et XVe siècles ont été découverts. Et les fouilles archéologiques conduites par Leviatov en 1945 sur le territoire de l'ensemble du palais, profondément sous les fondations des bâtiments survivants, ont révélé les vestiges d'un quartier résidentiel autrefois densément peuplé. De nombreux fragments de produits céramiques et de pièces de monnaie le datent aux VIIIe – IXe siècles.
Le musée du peuple azerbaïdjanais et le musée d'histoire de la religion se trouvaient quelque temps dans le palais. En 1960, le palais a été transformé en une réserve architecturale qui, en 1964, a été transformée en un musée-réserve historique-architectural "Complexe du palais des Chirvanchahs".
En 1992, de nouveaux travaux de restauration ont commencé. Niyazi Rzayev était l'auteur du projet de restauration du complexe du palais. La restauration a commencé de la salle du trône. En 2000, à la 24e session du Comité du patrimoine mondial de l'UNESCO, la partie historique de la ville de Bakou, Vieille ville, ainsi que le palais, ont été déclarés site du patrimoine mondial de l'UNESCO d'Azerbaïdjan. Ce sont les premiers objets inscrits sur la liste de l'UNESCO située sur le territoire de l'Azerbaïdjan. En 2006, la prochaine restauration du palais a été achevée. 
En 2017, le Certificat d'excellence a été décerné à la tour de la jeune fille et au palais des Chirvanchahs.

## L’immeuble du palais
Au moment de la prise de Bakou par les troupes des Séfévides en 1501, le palais a été pillé. Tout le trésor des Chirvanchahs tel qu’armes, armures, bijoux, tapis, brocarts précieux, des livres rares de la bibliothèque du palais, la vaisselle d’argent et d’or, avait été emmené par les Séfévides à Tabriz. Mais, après la bataille de Tchaldiran de 1514 entre l’armée du Sultan de l'Empire ottoman Sélim Ier et les Séfévides, finie par la défaite des derniers, les trésors des Chirvanchahs étaient restés aux Turcs comme des trophées. À présent, les trésors des Chirvanchahs se trouvent dans les collections des musées de la Turquie, de l’Iran, de l’Angleterre, de la France, de la Russie, de la Hongrie. Certains tapis du palais sont gardés au musée de Londres de Victoria et d’Albert, et les livres anciens de la bibliothèque du palais sont conservés dans les dépôts de livres de Téhéran, de Vatican, de Saint-Pétersbourg,.

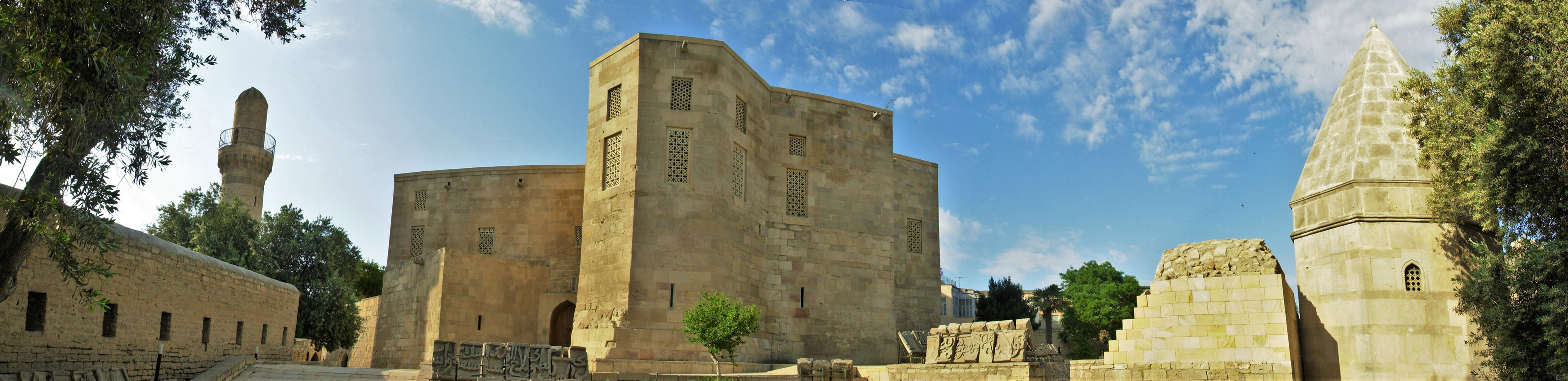
Le panorama du palais

## Architecture

### Le bâtiment principal
La construction du palais ne s'est pas produite immédiatement. La construction du complexe a été commencée en 1411 par Chirvanchah Cheikh Ibrahim Ier. Le bâtiment de deux étages du palais compte environ 50 dimensions et contours des constructions reliées par trois étroits escaliers en colimaçon. Le grand portail de lancettes mène directement de la cour au deuxième étage, dans un logement de haute octaèdre couvert d'une coupole. Un petit vestibule octogonal derrière le relie au reste des logements du palais.
Le bâtiment le plus ancien (environ la fin du XIVe siècle) est la partie centrale (salle octogonale du deuxième étage). La partie adjacente à la façade ouest a été ajoutée un peu plus tard. Les façades ouest, nord et une petite partie des façades orientales forment un rectangle incomplet. Le reste de la façade est et la totalité de la façade sud sont formés de deux lanternes triangulaires séparées par une ligne brisée séparant quatre angles droits.
Il y avait à l'origine 52 chambres reliées par trois escaliers en colimaçon étroits dans le bâtiment du palais: 27 au premier étage et 25 au deuxième étage (actuellement 16 pièces au deuxième étage), et la disposition du deuxième étage reproduisait essentiellement le plan du premier étage. La partie centrale du palais (salle octogonale du deuxième étage, dont l'entrée est ornée d'un portail) a des murs plus épais. Installé dans la façade ouest, l'entrée principale du palais est ornée d'un haut portail. L’échelle du portail mène à un grand hall d’entrée octogonal recouvert d’un dôme. On suppose que cette salle a servi à des réceptions.
Il y avait des objets de la vie quotidienne, des monnaies des XIIe – XVe siècles, des ustensiles en cuivre, des armes et des décorations du XIXe siècle, des instruments de musique du XVe siècle découverts lors des fouilles archéologiques, à la fois sur le territoire du palais et sur celui du centre historique de Vieille ville et Chirvan. Il y avait aussi des costumes féminins et des broderies du XIXe siècle, des tapis Chamakhi du XIXe siècle et des tapis tissés au XVIIe siècle.

### Divankhana
Une petite ouverture, située sur le côté nord du jardin du palais, mène à la cour fermée du Divankhana, encadrée sur trois côtés par une arcade en pointe. Dans le centre de composition Divankhana, il y a un pavillon de la rotonde octogonal. La salle de cette rotonde est entourée d'une arcade ouverte du même mandat. La couverture elliptique avec un sommet légèrement pointu est protégée de l’extérieur par un dôme en pierre à facettes.

### La mosquée Keygoubad
Autrefois, une mosquée était ajoutée au mausolée de Seyyid Yahya Bakouvi, qui s'appelait la "vieille" mosquée. Elle est connue sous le nom de "mosquée Kei-Kubad". Cette mosquée a été construite à la fin du XIVe et au début du XVe siècle], après la destruction de l'ancien bâtiment sur lequel elle a été construite. La mosquée était recouverte d'un dôme, qui était soutenu par quatre colonnes de pierre qui se trouvaient à l'intérieur de la mosquée. Les griffes de la mosquée ont été ligotées lors de la pose du mausolée. En 1918, la "vieille" mosquée est incendiée lors d'un incendie. L'image de cette mosquée et sa brève description ont été données dans l'article d'Andrei Pavlinov, qui s'est rendu à Bakou et a visité la mosquée en 1888, publié dans le troisième numéro du journal "Matériaux sur l'archéologie du Caucase" (Moscou, 1893).  L’historien Abbasgoulou agha Bakikhanov a écrit que Bakouvi enseignait et priait à la mosquée: "La cellule où il a prié, l’école où il travaillait et sa tombe se trouvent là, dans la mosquée". Keygoubad Chirvanchah a gouverné de 1317 à 1343 et était le grand-père de Cheikh Ibrahim. 

### Mausolée de Seyyid Yahya Bakouvi
Dans la cour sud, à côté du palais, se trouve un mausolée, construit dans la seconde moitié du XVe siècle, appelé le mausolée du "derviche". Le mausolée a un corps octogonal qui complète la tente pyramidale. L'intérieur du mausolée est constitué d'une crypte souterraine où se trouve la pierre tombale de Bakouvi et d'une caméra au-dessus. Le petit volume octogonal du mausolée se transforme en un tambour recouvert d'un dôme. 

### La mosquée du palais
À l'avant de la cour inférieure, il y a une mosquée avec un minaret. En ce qui concerne la mosquée est rectangulaire, a une grande salle, une petite chapelle des femmes et des salles de service. Le portail nord fait face à la chapelle funéraire des Chirvanchahs. Ce portail est plus solennel que l'est, qui était destiné aux habitants du palais, descendant le passage semi-souterrain. La salle à double lumière est recouverte d'un dôme à voiles sphériques.

## Galerie

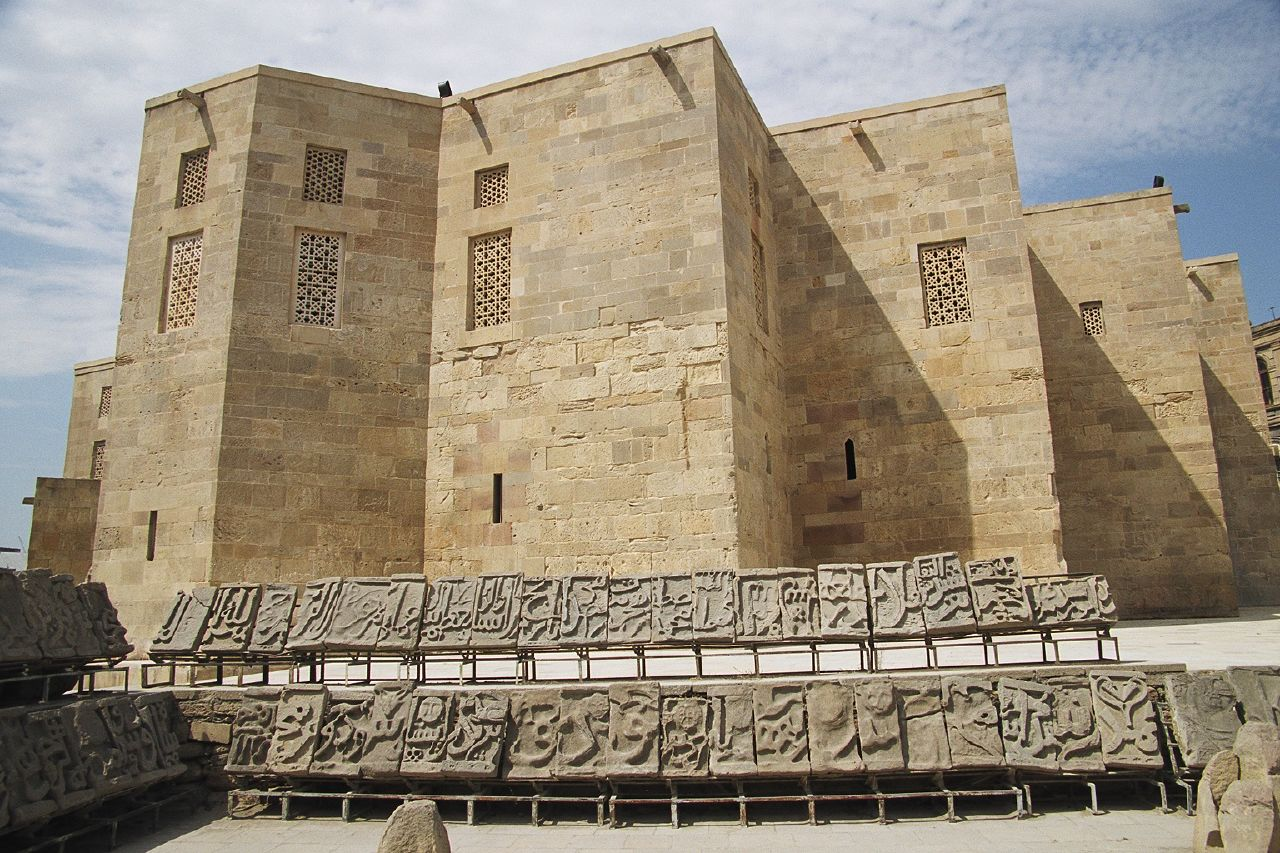
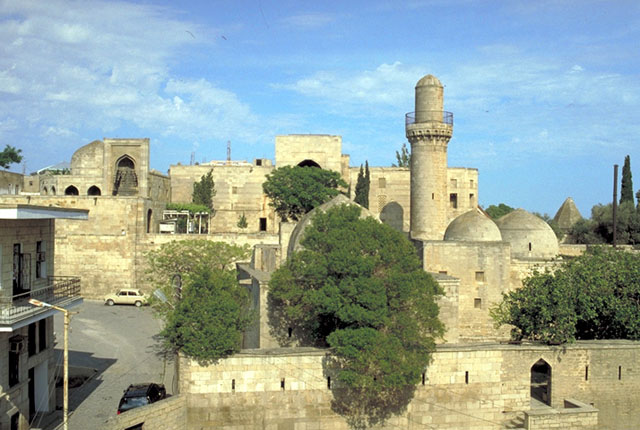
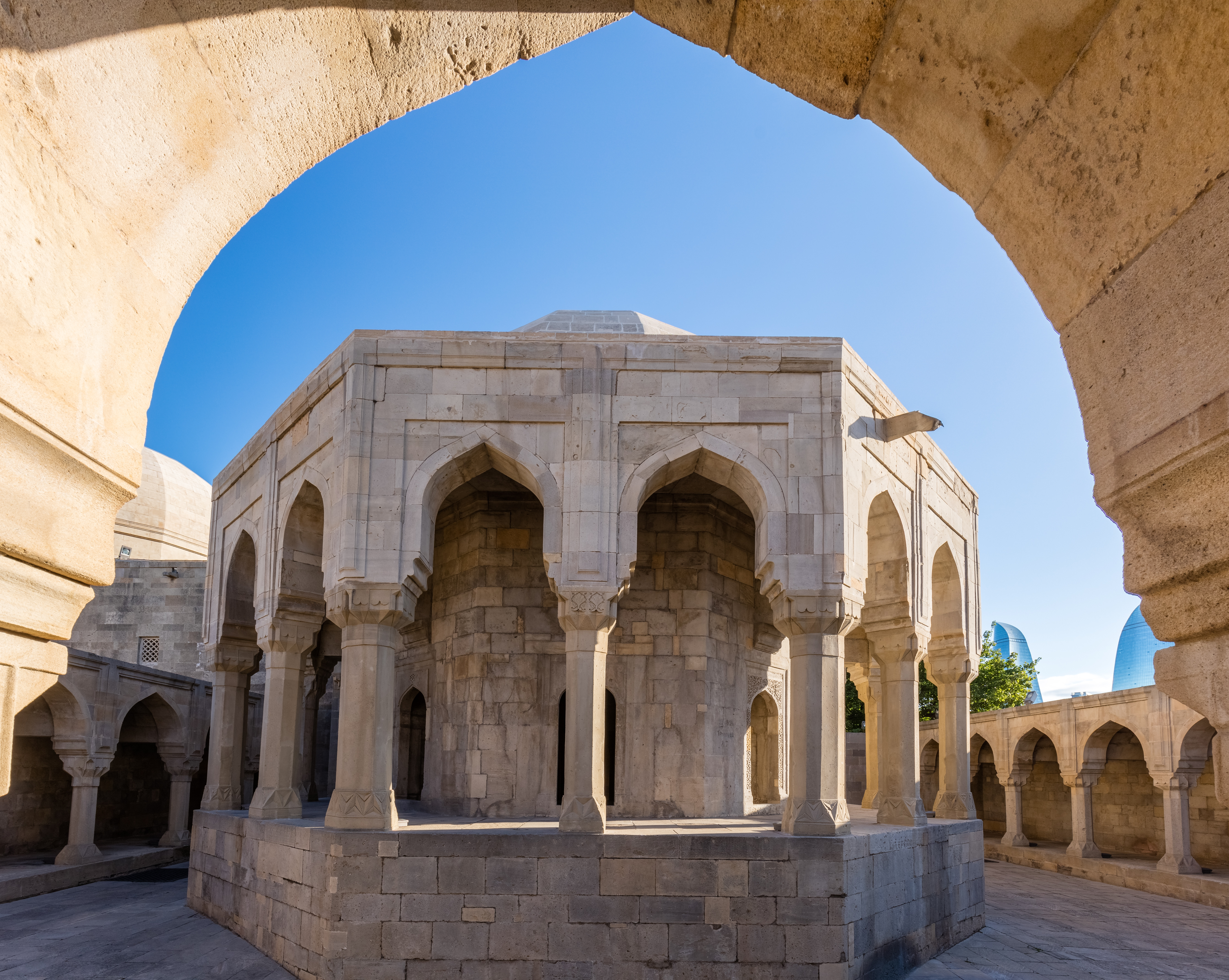
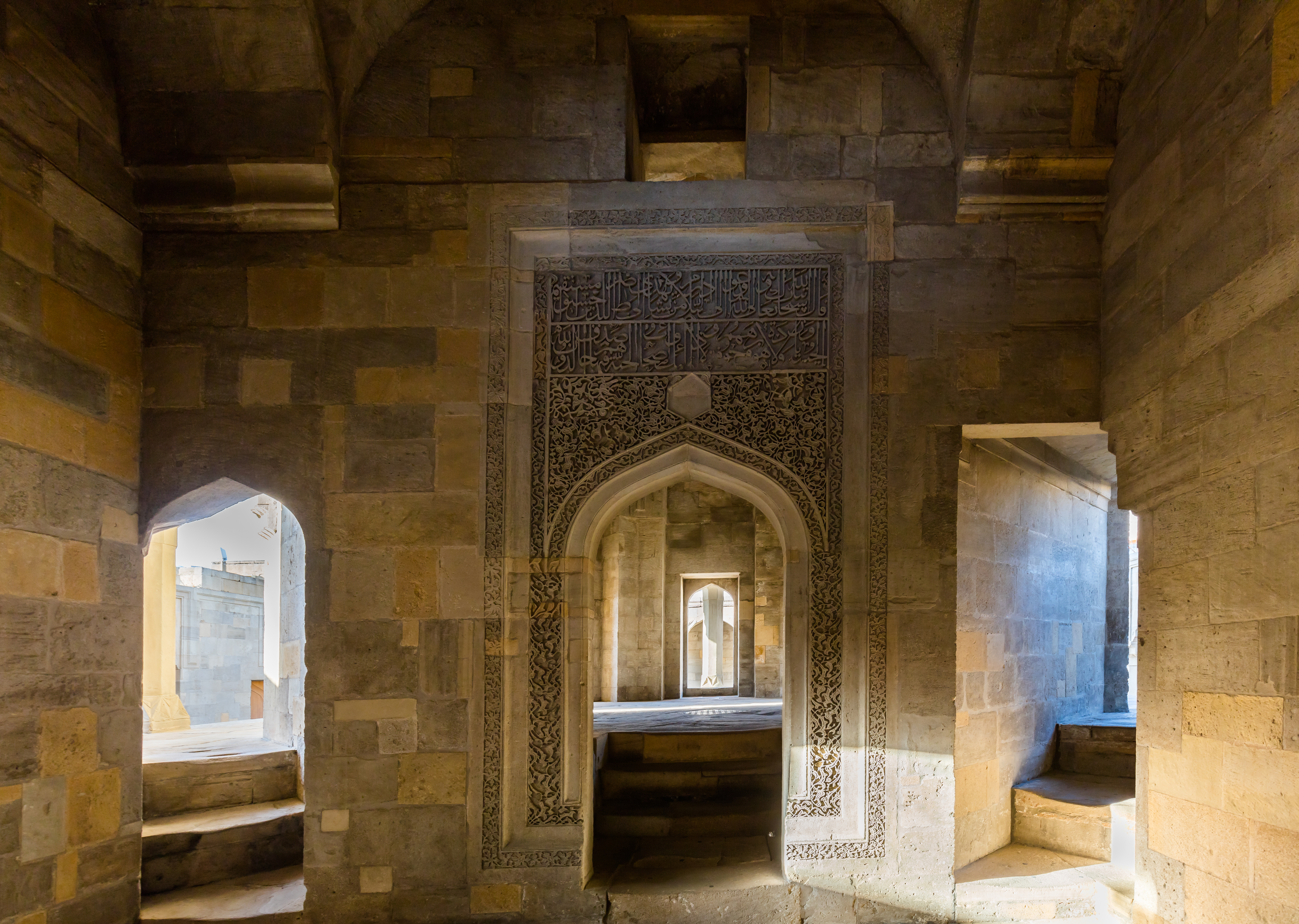
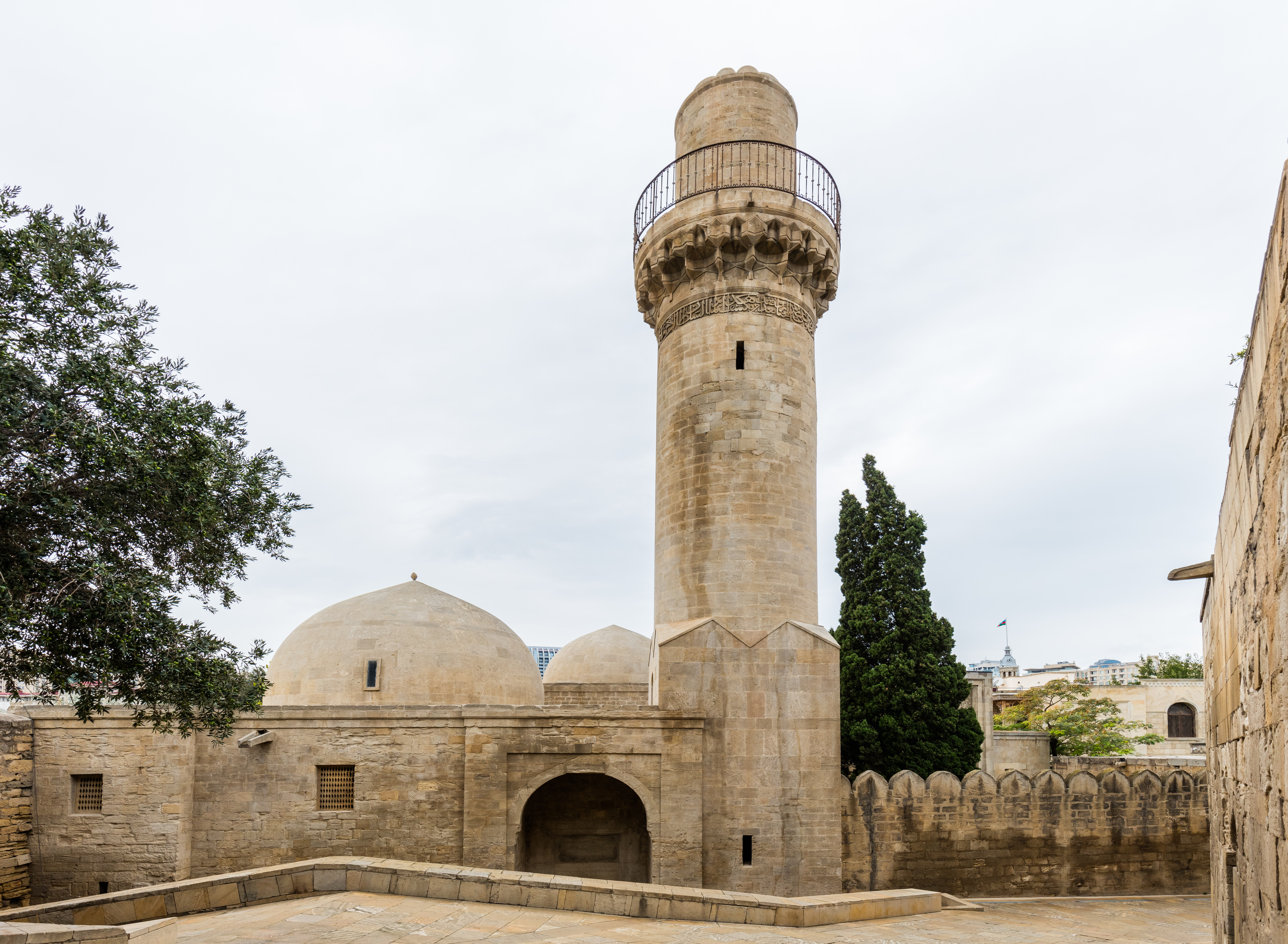
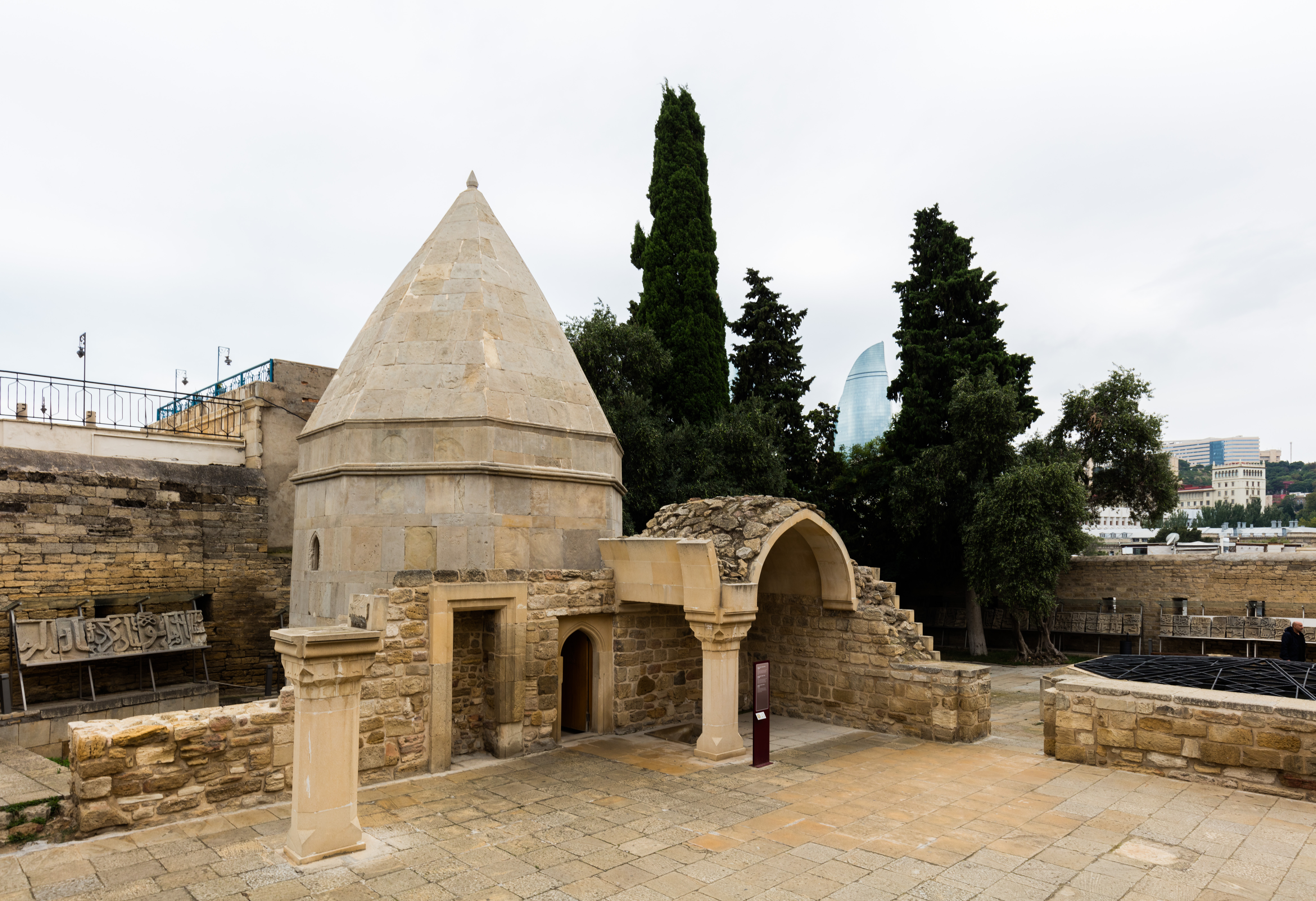
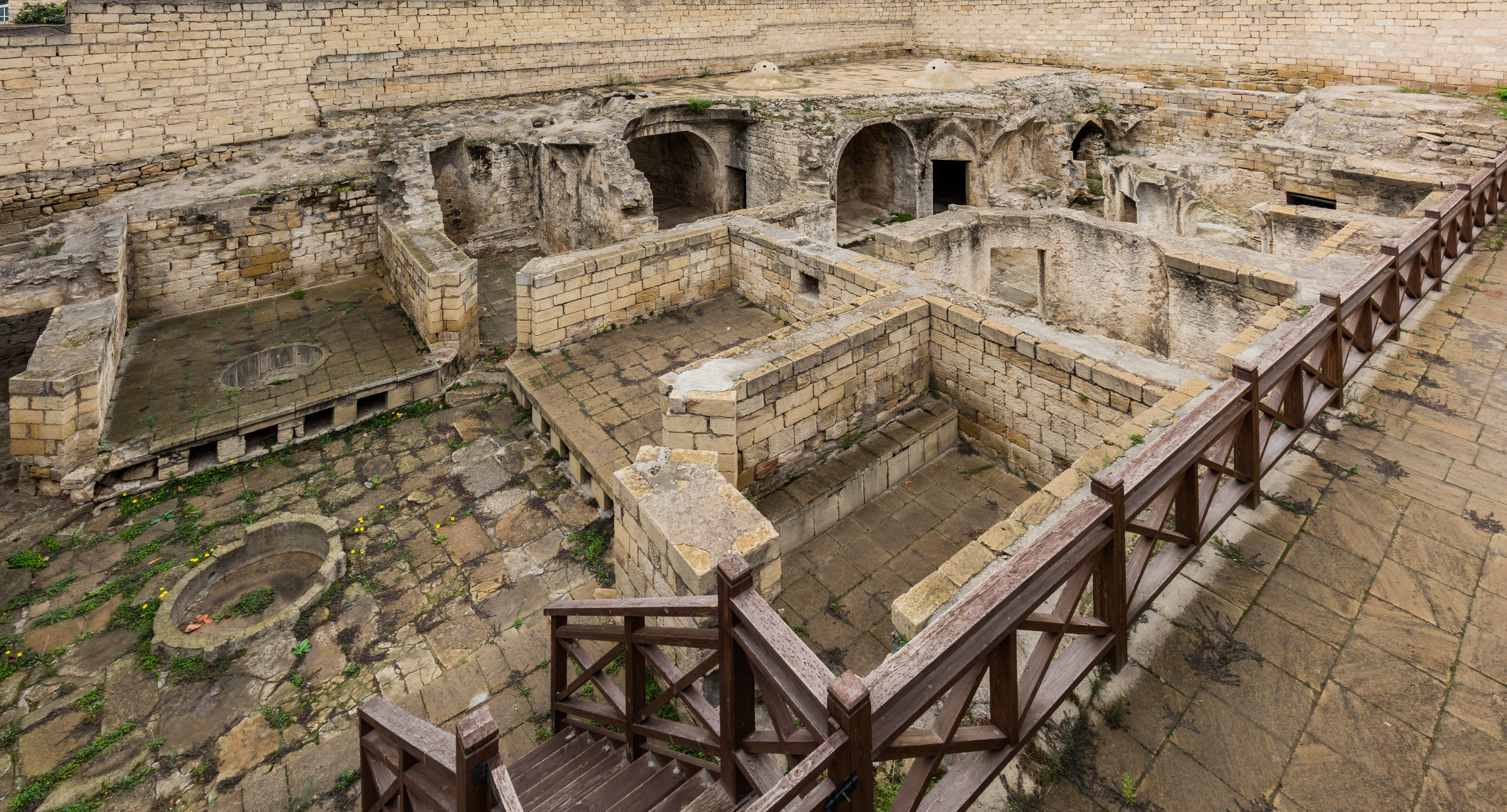
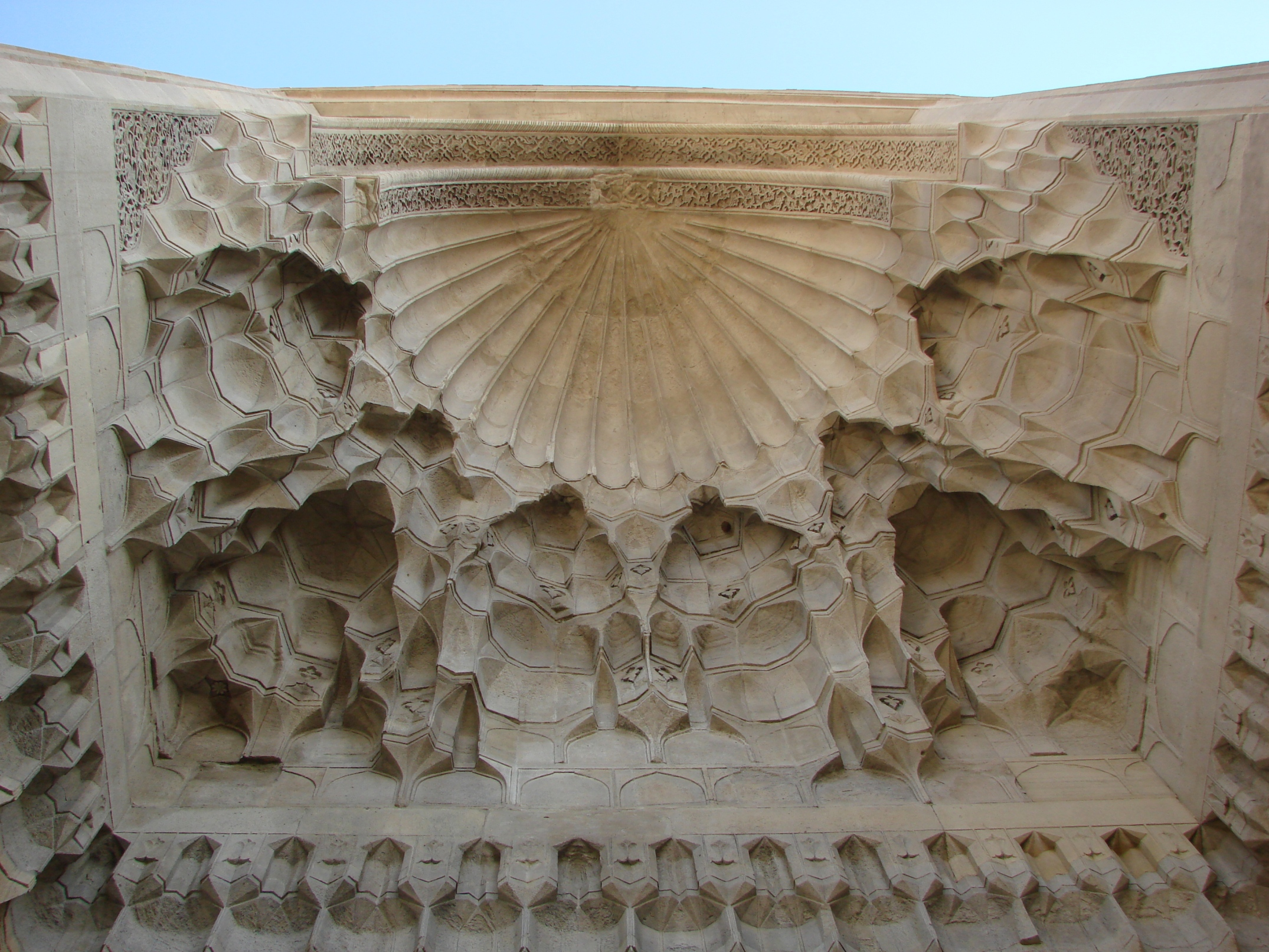